# جيرارد فيكتوري
جيرارد فيكتوري (بالإنجليزية: Gerard Victory)‏ هو ملحن أيرلندي، ولد في 24 ديسمبر 1921، وتوفي في 14 مارس 1995.

## وصلات خارجية
- جيرارد فيكتوري على موقع أوليمبيديا (الإنجليزية)

- جيرارد فيكتوري على موقع IMDb (الإنجليزية)
- جيرارد فيكتوري على موقع مونزينجر (الألمانية)
- جيرارد فيكتوري على موقع ميوزك برينز (الإنجليزية)
- جيرارد فيكتوري على موقع قاعدة بيانات الفيلم (الإنجليزية)